# HD 175938
HD 175938，又名BD+79 604，SAO 9256、HR 7160，是一颗恒星，视星等为6.39，位于銀經111.64，銀緯26.93，其B1900.0坐标为赤經18h 52m 41.7s，赤緯+79° 26.93′ 20″。